# Jesse Corti
Jesse Corti é um dublador norte-americano, mais conhecido pelo seu papel na animação da Disney de 1991, chamada A Bela e a Fera e pelo jogo de Video game de 2005 Resident Evil 4. Ele também dublou em 2004 o jogo Metal Gear Solid 3: Snake Eater, Chief Angel Rojas durante a primeira temporada de Batman e Jacob na série K10C: Kids' Ten Commandments.